# Final Fantasy VI
Final Fantasy VI (jap. ファイナルファンタジーVI Fainaru Fantajī Shikkusu) – gra konsolowa z gatunku jRPG, wydana przez firmę Square w 1994 roku na platformę SNES. Jest to szósta część serii Final Fantasy. W Stanach Zjednoczonych otrzymała tytuł Final Fantasy III z powodu braku poprzednich odsłon w tym kraju. W Europie Zachodniej i Polsce, gra zadebiutowała po raz pierwszy w 2002 roku na PlayStation. 
Final Fantasy VI była ostatnią grą z serii wydaną na konsole SNES. Gra została przerobiona i wydana na Game Boy Advance w 2007 rok, zatytułowana Final Fantasy VI Advance.

## Powstawanie
Zamiast Hironobu Sakaguchi, dotychczasowego twórcy, reżyserii tej gry podjęli się Yoshinori Kitase oraz Hiroyuki Itō. Twórcą ścieżki dźwiękowej był Nobuo Uematsu, a odpowiedzialnym za projekt graficzny Yoshitaka Amano.
W 1995 roku na konsoli Nintendo 64 została pokazana wersja demonstracyjna pod nazwą Final Fantasy VI: The Interactive CG Game, która przedstawiała bohaterów z Final Fantasy VI w wersji trójwymiarowej. Demo stanowiło zapowiedź gry Final Fantasy VII.

## Fabuła
Gra koncentruje się na konflikcie pomiędzy Imperium a magicznymi istotami zwanymi Esperami. Posiada 14 grywalnych bohaterów. Świat gry osadzony jest w realiach fantasy-steampunk.
Gra zaczyna się w momencie, kiedy gracz steruje dwoma żołnierzami Imperium oraz tajemniczą dziewczyną. Mają oni misję zdobycia Espera ukrywanego przez mieszkańców miasta w kopalniach. Podczas spotkania z Esperem losy dziewczyny oraz magicznego stworzenia ulegają połączeniu. Bohaterka udaje się następnie do domu starca, do którego trafiają za nią strażnicy żądający wydania żołnierza Imperium, wówczas gracz poznaje także imię dziewczęcia (Terra). Postanawia ona zbiec do kopalń, lecz zostaje tam osaczona przez ścigających ją strażników. Jednak zapada się pod nią ziemia, a po upadku traci przytomność. Odnajduje ją później kolejny bohater – Poszukiwacz Przygód imieniem Locke. Z pomocą Mooglesów zamieszkujących jaskinie udaje mu się ją uratować. Wspólnie postanawiają wyruszyć w podróż do Edgara, króla Figaro.